# 데시카가정
데시카가정(일본어: 弟子屈町)은 일본 홋카이도 구시로 종합진흥국 관내의 가와카미군에 있는 정이다.
정명의 유래는 아이누어의 ‘테시카·카’(テシカ・カ, 암반 위)이다.

## 지리
구시로 종합진흥국 관내의 북부에 위치하며 구시로시에서 북쪽으로 약 80km 떨어져 있다. 지리적으로는 구시로 종합진흥국에 속하지만 생활권은 오호츠크 종합진흥국에 가깝다. 겨울의 냉각은 심하다.

### 기후
| 데시카가정의 기후                                            | 데시카가정의 기후 | 데시카가정의 기후 | 데시카가정의 기후 | 데시카가정의 기후 | 데시카가정의 기후 | 데시카가정의 기후 | 데시카가정의 기후 | 데시카가정의 기후 | 데시카가정의 기후 | 데시카가정의 기후 | 데시카가정의 기후 | 데시카가정의 기후 | 데시카가정의 기후 |
| 월                                                           | 1월               | 2월               | 3월               | 4월               | 5월               | 6월               | 7월               | 8월               | 9월               | 10월              | 11월              | 12월              | 연간              |
| ------------------------------------------------------------ | ----------------- | ----------------- | ----------------- | ----------------- | ----------------- | ----------------- | ----------------- | ----------------- | ----------------- | ----------------- | ----------------- | ----------------- | ----------------- |
| 역대 최고 기온 °C (°F)                                       | 6.2 (43.2)        | 7.6 (45.7)        | 16.4 (61.5)       | 27.5 (81.5)       | 35.7 (96.3)       | 33.7 (92.7)       | 34.4 (93.9)       | 34.4 (93.9)       | 31.3 (88.3)       | 24.7 (76.5)       | 19.1 (66.4)       | 12.9 (55.2)       | 35.7 (96.3)       |
| 일평균 최고 기온 °C (°F)                                     | −3.1 (26.4)       | −2.7 (27.1)       | 1.4 (34.5)        | 8.2 (46.8)        | 14.6 (58.3)       | 17.8 (64.0)       | 21.2 (70.2)       | 22.4 (72.3)       | 19.6 (67.3)       | 14.1 (57.4)       | 6.9 (44.4)        | −0.2 (31.6)       | 10.0 (50.0)       |
| 일일 평균 기온 °C (°F)                                       | −7.2 (19.0)       | −7.1 (19.2)       | −2.9 (26.8)       | 2.8 (37.0)        | 8.5 (47.3)        | 12.5 (54.5)       | 16.4 (61.5)       | 17.9 (64.2)       | 14.9 (58.8)       | 8.9 (48.0)        | 2.1 (35.8)        | −4.5 (23.9)       | 5.2 (41.3)        |
| 일평균 최저 기온 °C (°F)                                     | −12.6 (9.3)       | −12.7 (9.1)       | −8.0 (17.6)       | −2.2 (28.0)       | 3.1 (37.6)        | 8.1 (46.6)        | 12.7 (54.9)       | 14.3 (57.7)       | 10.6 (51.1)       | 3.4 (38.1)        | −3.2 (26.2)       | −9.9 (14.2)       | 0.3 (32.5)        |
| 역대 최저 기온 °C (°F)                                       | −23.1 (−9.6)      | −26.7 (−16.1)     | −21.1 (−6.0)      | −14.7 (5.5)       | −5.3 (22.5)       | −0.9 (30.4)       | 2.0 (35.6)        | 5.6 (42.1)        | −1.0 (30.2)       | −8.0 (17.6)       | −16.3 (2.7)       | −21.4 (−6.5)      | −26.7 (−16.1)     |
| 평균 강수량 mm (인치)                                        | 50.6 (1.99)       | 43.4 (1.71)       | 64.5 (2.54)       | 82.3 (3.24)       | 99.9 (3.93)       | 80.2 (3.16)       | 106.2 (4.18)      | 154.3 (6.07)      | 154.1 (6.07)      | 119.2 (4.69)      | 71.6 (2.82)       | 66.0 (2.60)       | 1,092.3 (43.00)   |
| 평균 강수일수 (≥ 1.0 mm)                                     | 9.4               | 7.7               | 9.6               | 10.6              | 10.4              | 9.4               | 11.1              | 11.9              | 12.1              | 10.1              | 9.3               | 9.6               | 121.2             |
| 평균 월간 일조시간                                           | 134.2             | 139.7             | 163.6             | 157.7             | 162.7             | 133.2             | 108.4             | 115.6             | 131.3             | 150.7             | 134.4             | 132.9             | 1,664.4           |
| 출처: 일본 기상청 (평년값: 1991년~2020년, 극값: 1977년~현재) |                   |                   |                   |                   |                   |                   |                   |                   |                   |                   |                   |                   |                   |

### 인접한 자치체
- 구시로 종합진흥국
  - 구시로시
  - 가와카미군 시베차정

- 오호츠크 종합진흥국
  - 샤리군 고시미즈정, 기요사토정
  - 아바시리군 비호로정, 쓰베쓰정

- 네무로 진흥국
  - 시베쓰군 나카시베쓰정

## 역사
- 1903년 - 구마우시촌(현재의 시베차정)에서 분리되어 데시카가외 1촌 호장사무소가 설치되었다.
- 1923년 - 2급 정촌제를 시행해 데시카가촌이 되었다.
- 1943년 - 1급 정촌제를 시행했다.
- 1947년 - 정으로 승격해 데시카가정이 되었다.

## 경제
주요 산업은 관광과 낙농업이다. 마슈호, 굿샤로호, 마슈 온천, 가와유 온천이 주요 관광지로 일본 전국에서 많은 관광객이 방문한다. 혼슈에서 온 이주자도 많다.

## 교통

### 철도
- 홋카이도 여객철도 센모 본선

### 도로
- 국도 241호선(일본어판)
- 국도 243호선
- 국도 391호선